# Gunnera tinctoria
Gunnera tinctoria (Molina) Mirb., conosciuta come rabarbaro gigante o rabarbaro cileno, è una specie di pianta della famiglia delle Gunneraceae originaria del sud del Cile e delle zone limitrofe dell'Argentina. Non è imparentata con il rabarbaro, poiché le due piante appartengono a ordini diversi, ma da lontano appaiono simili e hanno usi culinari simili. Si tratta di una pianta perenne a foglie grandi che può superare i due metri di altezza. È stata introdotta in molte parti del mondo come pianta ornamentale e in alcuni paesi (come ad esempio la Nuova Zelanda, la Gran Bretagna e l'Irlanda) si è diffusa dai giardini diventando un problema di infestazione.

## Descrizione
È una pianta erbacea perenne, che forma ciuffi compatti. Possiede foglie profondamente lobate con picciolo spesso colorato di rossastro. Piccioli e nervature principali muniti di spine dure.  Le foglie possono raggiungere un diametro di 2,5 metri, sono a forma di cuore e palmate, con margini lobati fino a 9 lobi. Presenta un'infiorescenza su pannocchie di circa 1 metro, di solito tre o quattro per pianta. I singoli fiori sono sessili, apetali, con sepali di circa 1 mm di lunghezza. Fiorisce a Giugno-Luglio. Il frutto è di colore arancione. Si stima che ogni pianta produca da 80.000 a 250.000 semi per pianta.
Questo elevato tasso di produzione di semi, combinato con la resistenza della pianta e la sua capacità di adattarsi a diverse condizioni ambientali, contribuisce alla sua invasività. Una volta che i semi raggiungono un nuovo ambiente, possono germinare rapidamente e competere con le piante native per risorse come luce solare, acqua e nutrienti. La Gunnera tinctoria può formare densi tappeti vegetali che soffocano la vegetazione nativa e alterano gli ecosistemi locali.
È simile alla Gunnera manicata (rabarbaro gigante brasiliano) che ha foglie meno grandi rispetto alla Gunnera tinctoria, di solito raggiungono un diametro di 1-1,5 metri. Anche questa pianta presenta foglie palmate, ma con margini meno lobati rispetto alla Gunnera tinctoria. Anche questa specie potrebbe risultare invasiva.

## Distribuzione e habitat
Necessita di terreno ricco e umido ed è consigliato proteggere la base contro il freddo. Gunnera tinctoria è ideale sul bordo di specchi d’acqua o isolata sui prati.
A causa del suo aspetto maestoso è stata ampiamente introdotta come specie ornamentale. Inizialmente è stata introdotta in Nord America e in Europa e successivamente in Nuova Zelanda e Australia. In Gran Bretagna e Irlanda questa specie fu introdotta intorno al 1850.
In Italia non è mai stata segnalata in ambienti naturali, ma è presente nei giardini come pianta coltivata dal 1846.
Le migliaia di semi prodotti che vengono naturalmente dispersi da diversi vettori, la persistenza di una banca semi nel terreno e la capacità di riprodursi vegetativamente rendono la specie particolarmente invasiva. In alcune zone della Nuova Zelanda, la Gunnera tinctoria è stato identificato come una pianta infestante diffusa. Ad esempio, nella regione di Taranaki, sulla costa occidentale dell'Isola del Nord, si è estesa sulle sponde dei fiumi, sulle scogliere costiere e sui margini delle foreste.
Nel Regno Unito si è stabilizzata bene ed è talvolta problematica nelle regioni occidentali, e sembra che stia aumentando la sua diffusione. Nell'ovest dell'Irlanda, la Gunnera tinctoria è una specie invasiva di grande impatto, in particolare sull'isola di Achill.  La specie forma dense popolazioni monospecifiche e così può causare forti impatti sulla biodiversità, ad es. portando all’estinzione locale alcune specie. In alcune zone dell’Irlanda è diventata la specie dominante nelle paludi, sostituendosi alla specie nativa salice grigio (Salix cinerea).
Il rabarbaro cileno è classificato nell'Unione Europea come una specie invasiva di preoccupazione comunitaria, ed è illegale importarlo, coltivarlo o venderlo all'interno dell'UE.